# Arnold C. Brackman

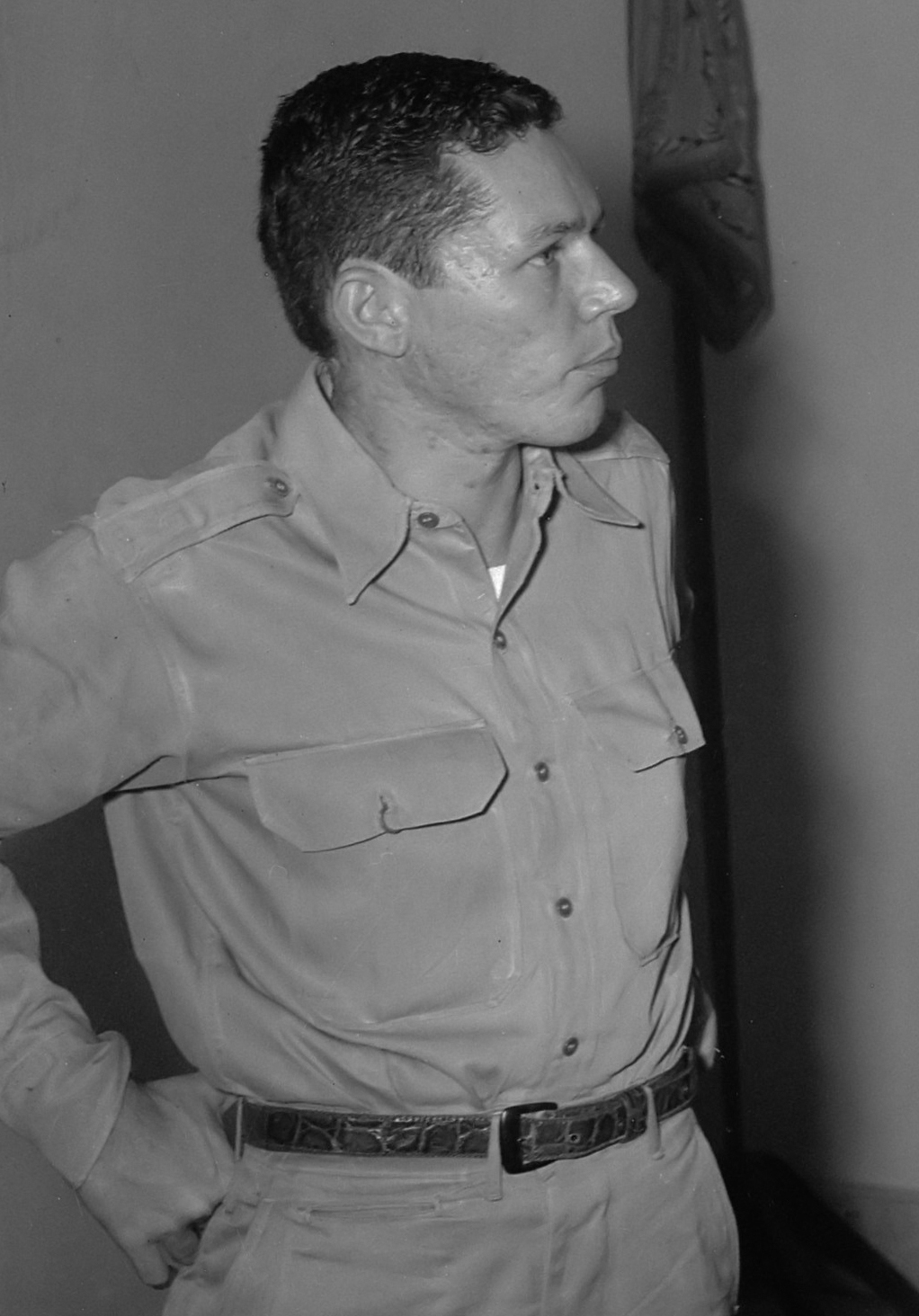
Arnold C. Brackman

Arnold Charles Brackman (* 6. März 1923 in New York City; † 21. November 1983 in Danbury, Connecticut) war ein US-amerikanischer Journalist und Buchautor.

## Leben
Brackmann studierte Journalismus an der New York University und wurde anschließend Journalist und Autor von Büchern, die sich hauptsächlich mit Südostasien und der Archäologie befassten. Er war Berichterstatter über die nach dem Zweiten Weltkrieg in Japan abgehaltenen Tokioter Prozesse über die japanischen Kriegsverbrechen. In späteren Jahren arbeitete er für den Christian Science Monitor und die New York Times.
In seinem Buch über die gemeinsame Vorstellung ihrer Forschungsergebnisse durch Charles Darwin und Alfred Russel Wallace 1858 nannte er dieses Ein delikates Zusammenspiel. In den 1960er- und 1970er-Jahren arbeitete Brackman am Londoner Institute for the Study of Conflict mit, welches gemäß den Aussagen einiger Quellen von der CIA finanziert wurde.
Brackman war verheiratet und hatte eine Tochter. Bis zu seinem Tode lebte er in Brookfield Center, Connecticut.

## Schriften
- The Other Nuremberg: The Untold Story of the Tokyo War Crimes Tribunal. William Morrow & Co, New York City 1987, ISBN 0-688-04783-1.
- The Luck of Nineveh: Archeology's Great Adventure. McGraw Hill, New York City 1978, ISBN 0-07-007030-X.
  - Der Traum von Ninive: Das große Abenteuer der Archäologie. Meyster, Wien 1981, ISBN 3-7057-2013-9.
- A Delicate Arrangement. The Strange Case of Charles Darwin and Alfred Russel Wallace. Times Books, New York City 1980, ISBN 0-8129-0883-X.
- Sie fanden den goldenen Gott: Das Grab des Tutanchamun und seine Entdeckung. Lübbe, Bergisch Gladbach 1978, ISBN 3-7857-0217-5.
- Indonesia: The Critical Years 1976–1978. Conflict Studies #49. Institute for the Study of Conflict, London 1974.
- Brazil. Conflict Studies, Institute for the Study of Conflict, London 1974.
- The Dream of Troy. Van Nostrand Reinhold Co., New York City 1974, ISBN 0-442-26098-9.
- The Communist Collapse in Indonesia, Norton, New York City, USA 1969.
- Southeast Asia's Second Front – The Power Struggle in the Malay Archipelago. Pall Mall Press, London 1966.[1]